# 斯特兰比内洛
斯特兰比内洛（義大利語：Strambinello），是意大利都灵省的一个市镇。总面积2平方公里，人口264人，人口密度132.0人/平方公里（2009年）。ISTAT代码为001268。